# Igor Jung
Igor Leonidowicz Jung, ros. Игорь Леонидович Юнг (ur. w 1914 w Taszkencie, zm. w 1971 w USA) – rosyjski działacz emigracyjny, współpracownik SD, a następnie komendant szkoły dywersantów w Sankt Johann am Walde podczas II wojny światowej
Pochodził z niemieckiej rodziny. W 1920 r. jego rodzice udali się na emigrację. W latach 30. I. L. Jung zamieszkał w Berlinie. Pod koniec lat 30. wstąpił do Narodowego Związku Pracujących (NTS). W marcu 1942 r. wraz z grupą członków NTS przyjechał do okupowanego Smoleńska. Współuczestniczył w formowaniu Rosyjskiej Narodowej Armii Ludowej (RNNA). We wrześniu 1942 r. z innymi emigrantami został odkomenderowany do Berlina. W 1943 r. rozpoczął współpracę z SD. Działał w ramach Organizacji "Zeppelin". Od końca 1944 r. do marca 1945 r. w stopniu majora pełnił funkcję komendanta szkoły dywersantów koło wsi Sankt Johann am Walde w Austrii. Następnie związał się ze służbami wywiadowczymi Sił Zbrojnych Komitetu Wyzwolenia Narodów Rosji. Prowadził rozmowy z Amerykanami w sprawie poddania się własowców. Po zakończeniu wojny przebywał do 1946 r. w obozie w Seckenheim. Zamieszkał w zachodnich Niemczech. Pod koniec lat 40. wyjechał do Chile, skąd w 1966 r. przybył do USA. Działał w NTS.